# Sminthurus nigrinus
Sminthurus nigrinus is een springstaartensoort uit de familie van de Sminthuridae. De wetenschappelijke naam van de soort is voor het eerst geldig gepubliceerd in 2000 door Bretfeld.